# 郡安路
郡安路為台南市東西向次要道路之一，位於台南市安南區南邊，乃嘉南大圳下游南岸之河岸道路。東起長和路路口，西至河堤道路，全長約8公里，台南市道路編號144。
郡安路共分為七段，但該路無一段及二段存在，類似情形如安南區府安路無一段，安通路無一段。

## 行經行政區域
- 安南區

## 沿途設施
- 三段：

- 四段：
  - 台灣創價學會 安南藝文中心 （页面存档备份，存于）
  - 臺南市公共自行車-YouBike2.0郡安四北安二
- 五段：
  - 臺南市立海佃國民小學 （页面存档备份，存于）
  - 臺南市立海佃國民中學 （页面存档备份，存于）
- 六段：
  - 海南派出所
  - 九份子重劃區
  - 安南水上運動訓練中心
  - 台南市公共自行車-YouBike2.0水上運動訓練中心
- 七段：
  - 安南水資源回收中心

## 分段
- 三段：長和路－安和路
- 四段：安和路－北安路
- 五段：北安路－海佃路
- 六段：海佃路－安明路
- 七段：安明路以西至河堤道路

## 本路段客運
- 厝邊公車[1]

| 編號 | 路線                       | 本路段公車站         |
| ---- | -------------------------- | -------------------- |
| 901  | 府城汽車客運公司－克樺社區 | 敦安街口－海南派出所 |